# 木口亜矢
木口 亜矢（きぐち あや、1985年10月11日 - ）は、日本のタレント、女優、グラビアアイドル。神奈川県川崎市出身。プラチナムプロダクション所属。血液型A型。天秤座。

## 略歴
- 2006年にSUPER GTイメージガール「4☆TUNE」（フォーチューン）のメンバーに選出[2]。
- 2006年に『プレミアの巣窟』のレポーター「プレミアンガールズ」。
- 2007年に山形県内にあるZESTグループの新イメージガール。
- 日テレジェニック2007に選出[3]。
- 2009年、映画『ロボゲイシャ』に主演。
- 2012年に日本ふんどし協会から「ベストフンドシストアワード2011」を受賞。女性の選出は木口が唯一だった[4]。理由としては「写真集『AYATORI』でふんどしを着用したことによる。
- 2015年、当時オリックス・バファローズ所属のプロ野球選手であった堤裕貴と結婚したことが報道された[5]。
- 2017年8月30日、第1子妊娠を報告[6][7]。
- 2017年、第1子となる女児を出産。
- 2020年、堤と離婚する[8]。

## 作品

### シングル
- あやのはじめての×× （2007年6月13日、GIRL'S PARTY）

1. はじめてのチュウ
2. Progress

- あやてぃ☆トランス〜あやカーブ注意報〜 （2007年9月12日、GIRL'S PARTY）

1. DIAMONDS
2. Peach

4☆TUNE
- SUPER EUROBEAT presents SUPER GT 2006（2006年5月3日、avex trax）
  - BE YOUR EMOTION
- SUPER EUROBEAT presents SUPER GT 2006 ~SECOND ROUND~（2006年9月6日、avex trax）
  - SAY YOU'LL BE MINE

### 映像作品
- 私、木口亜矢です（2005年11月、ラインコミュニケーションズ）
- Strike!!!（2006年2月、ぶんか社）
- 極上アイドル!! 木口亜矢（2006年6月、イーネット・フロンティア）
- 有野企画 vol.1（2006年11月、リバプール） - 相澤仁美との共演。
- あやんちゅ（2006年12月、ジャパンホームビデオ）
- 恋文 love letter （2007年2月、晋遊舎）
- 日テレジェニック2007　魅せられて★あやカーブ（2007年8月22日、バップ）
- 日テレジェニック2007　Memoires＜メモワール＞（2008年2月、バップ）
- Magical Lovely Tour （2008年4月、フォーサイド・ドット・コム）
- Perfect Time （2008年5月、フォーサイド・ドット・コム） - 秋山莉奈との共演。
- Shaved Ice （2008年8月、イーネット・フロンティア）
- センチメンタル （2009年5月、竹書房）
- 恋人つなぎ （2009年8月、イーネット・フロンティア）
- 上海ディアー （2009年12月26日、晋遊舎）
- 初恋トリップ （2009年12月26日、晋遊舎）
- しなやかに、あでやかに （2010年5月20日、ラインコミュニケーションズ）
- 恋人つなぎ2 （2010年8月、イーネット・フロンティア）
- SWINUTION (2010年12月22日、ビデオメーカー)
- あやうげ（2011年6月22日、トリコ (企業)）
- もしも木口亜矢がボクの家庭教師だったら（2011年9月28日、ソニー・ミュージックディストリビューション）
- 偶然の恋人（2012年1月25日、イーネット・フロンティア）
- オフィスラブ（2012年4月20日、ラインコミュニケーションズ）
- 隠れ火 -komorebi-（2012年12月15日、ラインコミュニケーションズ）

## 出演

### テレビ
- 日テレジェニック美女2 （日テレプラス&サイエンス（現・日テレプラス））
- 今夜はプネ・プネ（2001年、日本テレビ） - ミス・ハイスクール・コンテスト出場
- Harajukuロンチャーズ（2000年12月 - 2003年9月、BS朝日）
- ものすぽると!・ものすぽα（2005年 - 2007年12月、フジテレビ.ディノス）
- 音ぱつ（2005年10月 - 2005年12月、テレビ東京）
- プレミアの巣窟（2006年4月 - 2006年9月、フジテレビ）
- グラドル女学院（2006年、BSフジ）
- パオパオ アソビ★クリエイターズ（2007年、BS日テレ）
- P-1ゴールドラッシュ（2007年5月 -、テレビ大阪）
- 開運音楽堂（2007年7月、TBS） - 日テレジェニック2007のメンバーとしてゲスト出演
- ZERO×選挙（2007年7月29日、日本テレビ） - 「Next! Generation」に出演
- 『ぷっ』すま（2008年2月、テレビ朝日）
- 懸賞GyaO （2007年10月、GyaO）
- 大胆MAP（2008年5月18日、テレビ朝日） - グラビアアイドルのお仕事を自ら紹介
- Shibuya Deep A（2008年8月22日、NHK-BS2）
- お試しかっ!（2008年8月25日、テレビ朝日）ビキニが高速スライダーで外れるか実験
- 24時間テレビ 「愛は地球を救う」（日本テレビ、2008年8月31日）

くりぃむ&スザンヌ芸能人お宝映像大放出「伝説熱湯コマーシャル復活!」
- 南パラZ!（2008年9月26日、関西テレビ）
- ロンドンハーツ（2008年10月14日、テレビ朝日）
- 草野☆キッド（2008年11月25日、テレビ朝日）
- 志村&所の戦うお正月2009（2009年1月1日、テレビ朝日・朝日放送）
- 志村けんのバカ殿様 年の初めはバカ笑い!特大版（2009年1月8日、フジテレビ）
- 今夜もドル箱（2009年7月7日、テレビ東京）
- ゴッドタン（2009年7月22日、テレビ東京）
- グラビアの美少女（MONDO21）
- 男おばさん+（2009年10月14日、フジテレビワンツーネクスト)
- ロンドンハーツ〜2010春マジックメール（秘）送信売れっ子一斉検挙SP〜（2010年4月6日、テレビ朝日）
- 女神降臨 #5（2010年11月28日、MONDO TV）
- 今夜もドル箱!!EX（2010年12月28日、テレビ東京）
- くだまき八兵衛X（2011年4月21日、テレビ東京）
- Beach Angels 「パラオ」（2011年4月16日、TBSチャンネル）
- 世間に飛び出せ!バナナ藩（2011年12月30日、テレビ朝日）
- 美少女ヌードル（2012年4月3日、テレビ朝日）
- AKB子兎道場（2012年12月21日、テレビ東京）
- 厳選!いい宿ナビ（2014年 - 2016年、テレビ東京）
- ドキッ！丸ごと水着 女だらけの水泳大会（2014年6月7日、フジテレビONE)
- GAMBA TV〜青と黒〜（毎日放送） - 日本スポーツ振興センターが「toto」名義でスポンサーに付いた2015年から、レギュラー放送のインフォマーシャル[注 1]や特別番組に出演。
- クイズプレゼンバラエティー Qさま!!（2016年1月18日、テレビ朝日）[注 2]

### テレビドラマ
- マイ☆ボス マイ☆ヒーロー第5話　（2006年、日本テレビ） - ホステス 役
- BOYSエステ（2007年、テレビ東京） - 高梨さくら役
- ROOKIES （2008年4月19日、TBS）
- 俺たちは天使だ! NO ANGEL NO LUCK 第8話（2009年8月19日、テレビ東京）
- 嬢王 Virgin（2009年11月-12月、テレビ東京） - 青山珠里 役
- 名探偵コナン 工藤新一への挑戦状 第6話（2011年8月11日、読売テレビ） - 結衣 役
- 土曜ワイド劇場 ショカツの女〜新宿西署・刑事課強行犯係7（2013年2月16日、朝日放送） - 遠野梓 役
- 終電バイバイ 第6話（2013年2月18日、TBS） - らいか 役
- タンクトップファイター 第1・2話（2013年4月25日・5月2日、毎日放送） - 高橋麻美 役
- 奇跡の教室（2014年6月28日、日本テレビ）
- この素晴らしき世界 第7話（2023年8月31日、フジテレビ）

### 映画
- 妄想少女オタク系（2007年） - 松井曜子 役
- ネガティブハッピー・チェーンソーエッヂ（2007年）
- カクトウ便 vol.2「VS 謎の恐怖集団人肉宴会」（2008年） - 須藤風花 役
- すんドめ3（2008年）
- ロボゲイシャ（2009年） - 春日ヨシエ 役
- 名前のない女たち（2010年） - 青木リエ 役
- 富夫（2011年） - 女占い師 役

### ラジオ
- STVラジオ・チャリティー・ミュージックソン（2007年12月24 - 25日、STVラジオ）
- まだまだゴチャ・まぜっ!〜集まれヤンヤン〜（2010年4月10日- 2011年4月9日、MBSラジオ）
- おしゃべりやってまーす（2005年 - 2006年、K'z Station）
- 四番なかやま（2007年2月17日）
- 懸賞伝説（2007年10月〜 文化放送）
- はるな愛のよろしく!グラビアンナイト(準レギュラー)（ニッポン放送）
- ラジオでんでんタウンゲスト（2011年5月、ラジオ大阪）

### ネット配信
- 減量ボクサー（2009年11月 - 2010年1月、BeeTV） - JuJu 役
- コイカツ　恋愛ノウハウトークライブvol.2（2011年5月6日、マシェリバラエティ マシェバラ）

### CM
- KDDI
- 任天堂「マリオパーティ」（2000年11月）
- ソニー・コンピュータエンタテインメント「みんなのGOLF」（2001年11月）
- 日本マクドナルド「アトランティス」（2001年）
- NTT docomo
- 任天堂「メイド イン ワリオ」（2003年5月）
- ZESTグループ（山形県内のパチンコ店）（2007年）
- ダリヤ 「メンズパルティ」 （2007年）
- アートネイチャー（2013〜2015年）

### 携帯サイト
- アイドルがイッパイ （アイパイ）

### 舞台
- Alice in Deadly School（2010年10月17日、品川・六行会ホール） - 日替わりゲスト 竹内珠子 役
- 朗読劇「マシーナリー*マテリアル」（2011年2月24日 - 27日、シアターKASSAI） - シム 役

### オリジナルビデオ
- レディースVSワルメン（2010年11月5日、クロックワークス）

### パチンコ
- 豊丸産業「CR大激走学園」ゆい役（2009年)
- 平和「CR江戸の始末屋-最強新日烈伝-」（2010年）
- 平和「CRドキッ!丸ごと水着 女だらけの水泳大会 アイドルだらけで困っちゃうング!!!」（2014年）

### その他
- ダリヤ「メンズパルティ」パッケージモデル（他メンバーは、愛川ゆず季、星野香織）
- 減量ボクサー（ケータイWebドラマ「Bee TV」）
- 恋ナビ24h イメージガール メディア[9]

## 書籍

### 写真集
- Temptation 二人だけの秘密（2006年3月、ぶんか社、撮影：前村竜二） - ISBN 4-8211-2678-8
- 恋文 love letter（2007年2月、晋遊舎、撮影：西條彰仁） - ISBN 4-8838-0593-X
- 目隠し（2009年12月12日、晋遊舎、撮影：西條彰仁） - ISBN 978-4-86391-030-0
- AYATORI（2011年11月29日、学研パブリッシング、編集：BOMB編集部） - ISBN 978-4056064995

### トレーディングカード
- プラチナム オフィシャル カードコレクション（2007年10月13日）
- ヒッツ！リミテッド「木口亜矢」ソロ・ファースト・トレーディングカード(2009年2月21日)
- プラチナム オフィシャル カードコレクション（2009年10月31日）